# Nozomi
A Nozomi (japánul remény) az első japán Mars-szonda, korábbi jelzése a Planet-B. Az ISAS és a Tokiói Egyetem építette meg. A tervek szerint tanulmányozta volna a marsi felső légkört és annak kölcsönhatását a napszéllel. A jövőbeli bolygókutató űrszondák technológiai próbája is volt. A műszerek mérték volna az ionoszféra szerkezetet, összetételét és dinamikáját, a napszél aeronómiai hatásait, a mágneses teret, a magnetoszféra szerkezetét és a felső légkörben található port. Az elektromos rendszer hibája miatt a szonda nem tudott pályára állni a Mars körül.

## Küldetés
A Nozomi 1998. július 3-án indult, és az eredeti tervek szerint 1999-ben érkezett volna meg a Marshoz. Egy hibás manőver miatt azonban a szonda túl sok hajtóanyagot használt el, ezért csak gravitációs manőverekkel érhette el a Marsot 2003 decemberében. A bolygóközi repülés alatt, 2002-ben egy heves napkitörés következtében meghibásodott az űrszonda több létfontosságú fedélzeti rendszere. A 2003-as Föld melletti gravitációs hintamanőver után a japán repülésirányítók még megpróbálták megmenteni a küldetést, de nem sikerült. Mivel nem fékezett le eléggé, a Nozomi 1000 km-re repült el a Mars mellett és heliocentrikus pályán maradt.